# Andreas Müller (piłkarz)
Andreas Müller (ur. 13 grudnia 1962 w Stuttgarcie) – niemiecki piłkarz grający na pozycji środkowego pomocnika.

## Kariera klubowa
Karierę piłkarską Müller rozpoczął w amatorskim zespole TB Ruit, a potem był także piłkarzem TB Neckarhausen, TSV Wolfschlugen i FV Nürtingen. W 1983 roku przeszedł do VfB Stuttgart. W zespole prowadzonym przez trenera Helmuta Benthausa zadebiutował 23 sierpnia w zremisowanym 0:0 domowym spotkaniu z SV Waldhof Mannheim. 3 września strzelił pierwszego gola w lidze w wygranym 4:2 meczu z VfL Bochum. W 1984 roku wywalczył ze Stuttgartem mistrzostwo RFN, a w 1986 roku wystąpił w przegranym 2:5 finale Pucharu RFN z Bayernem Monachium. W barwach VfB do lata 1987 roku rozegrał 111 meczów i zdobył 13 bramek.
Następnym klubem w karierze Müllera był Hannover 96. Swoje pierwsze spotkanie dla niego rozegrał 12 września 1987 w meczu ze Stuttgartem (3:3), w którym zdobył jednego z goli. W Hannoverze grał przez jeden sezon.
W 1988 roku Andreas przeszedł FC Schalke 04, grającego wówczas w drugiej lidze. W nowym zespole po raz pierwszy wystąpił 23 lipca w zremisowanym 1:1 domowym meczu z Fortuną Düsseldorf. Na koniec sezonu 1990/1991 roku wywalczył z tym klubem awans do 1. Bundesligi i tam od 1992 roku był podstawowym zawodnikiem klubu. W 1996 roku zajął z Schalke 3. pozycję w tabeli. W sezonie 1996/1997 wystąpił w Pucharze UEFA i dotarł z Schalke do finału tych rozgrywek. W nim klub z Gelsenkirchen najpierw pokonał 1:0 Inter Mediolan, jednak w rewanżu przegrał w takim samym stosunku. Doszło wówczas do serii rzutów karnych, Schalke zwyciężyło 4:1 i zdobyło swój pierwszy w historii europejski puchar. Eigenrauch rozegrał obydwa finałowe spotkania w pełnym wymiarze czasowym. W sezonie 1999/2000 Müller pełnił rolę rezerwowego w „Die Knappen” i wystąpił tylko w 6 spotkaniach. Latem 2000 zakończył piłkarską karierę, a w Schalke 04 rozegrał 286 meczów, w których strzelił 30 bramek.
Od 17 maja 2006 do 9 marca 2009 Müller pełnił funkcję menedżera w Schalke 04.
| Sezon   | Klub          | Kraj   | Rozgrywki             | Mecze | Bramki |
| ------- | ------------- | ------ | --------------------- | ----- | ------ |
| 1983/84 | VfB Stuttgart | RFN    | Bundesliga            | 20    | 5      |
| 1984/85 | VfB Stuttgart | RFN    | Bundesliga            | 31    | 2      |
| 1985/86 | VfB Stuttgart | RFN    | Bundesliga            | 29    | 2      |
| 1986/87 | VfB Stuttgart | RFN    | Bundesliga            | 31    | 4      |
| 1987/88 | Hannover 96   | RFN    | Bundesliga            | 27    | 2      |
| 1988/89 | FC Schalke 04 | Niemcy | 2. Fußball-Bundesliga | 37    | 7      |
| 1989/90 | FC Schalke 04 | Niemcy | 2. Fußball-Bundesliga | 24    | 4      |
| 1990/91 | FC Schalke 04 | Niemcy | 2. Fußball-Bundesliga | 25    | 2      |
| 1991/92 | FC Schalke 04 | Niemcy | Bundesliga            | 12    | 2      |
| 1992/93 | FC Schalke 04 | Niemcy | Bundesliga            | 22    | 5      |
| 1993/94 | FC Schalke 04 | Niemcy | Bundesliga            | 27    | 1      |
| 1994/95 | FC Schalke 04 | Niemcy | Bundesliga            | 29    | 6      |
| 1995/96 | FC Schalke 04 | Niemcy | Bundesliga            | 28    | 1      |
| 1996/97 | FC Schalke 04 | Niemcy | Bundesliga            | 28    | 0      |
| 1997/98 | FC Schalke 04 | Niemcy | Bundesliga            | 21    | 1      |
| 1998/99 | FC Schalke 04 | Niemcy | Bundesliga            | 27    | 1      |
| 1999/00 | FC Schalke 04 | Niemcy | Bundesliga            | 6     | 0      |